# Bloedglucosespiegel

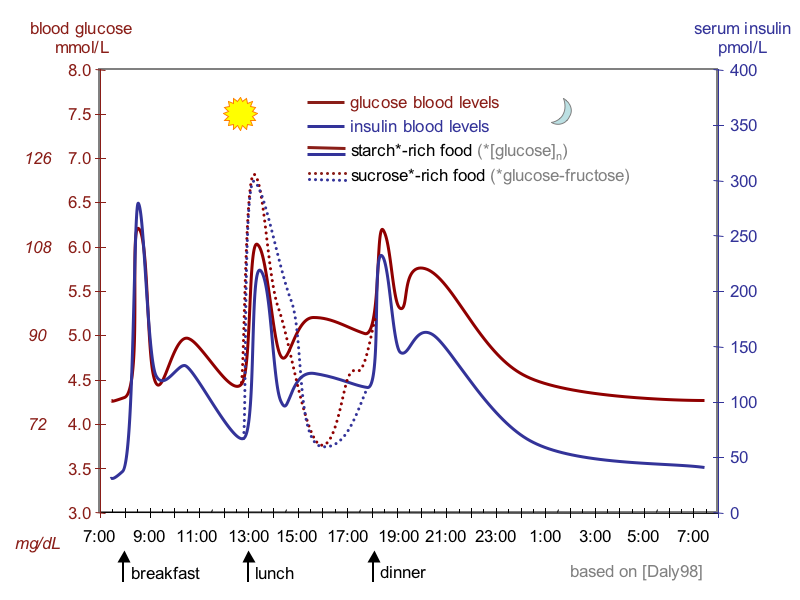
Geïdealiseerd diagram met de verandering over de dag van de hoeveelheid bloedsuiker (rood) en insuline (blauw) in het bloed bij een suikerrijke of zetmeelrijke voeding

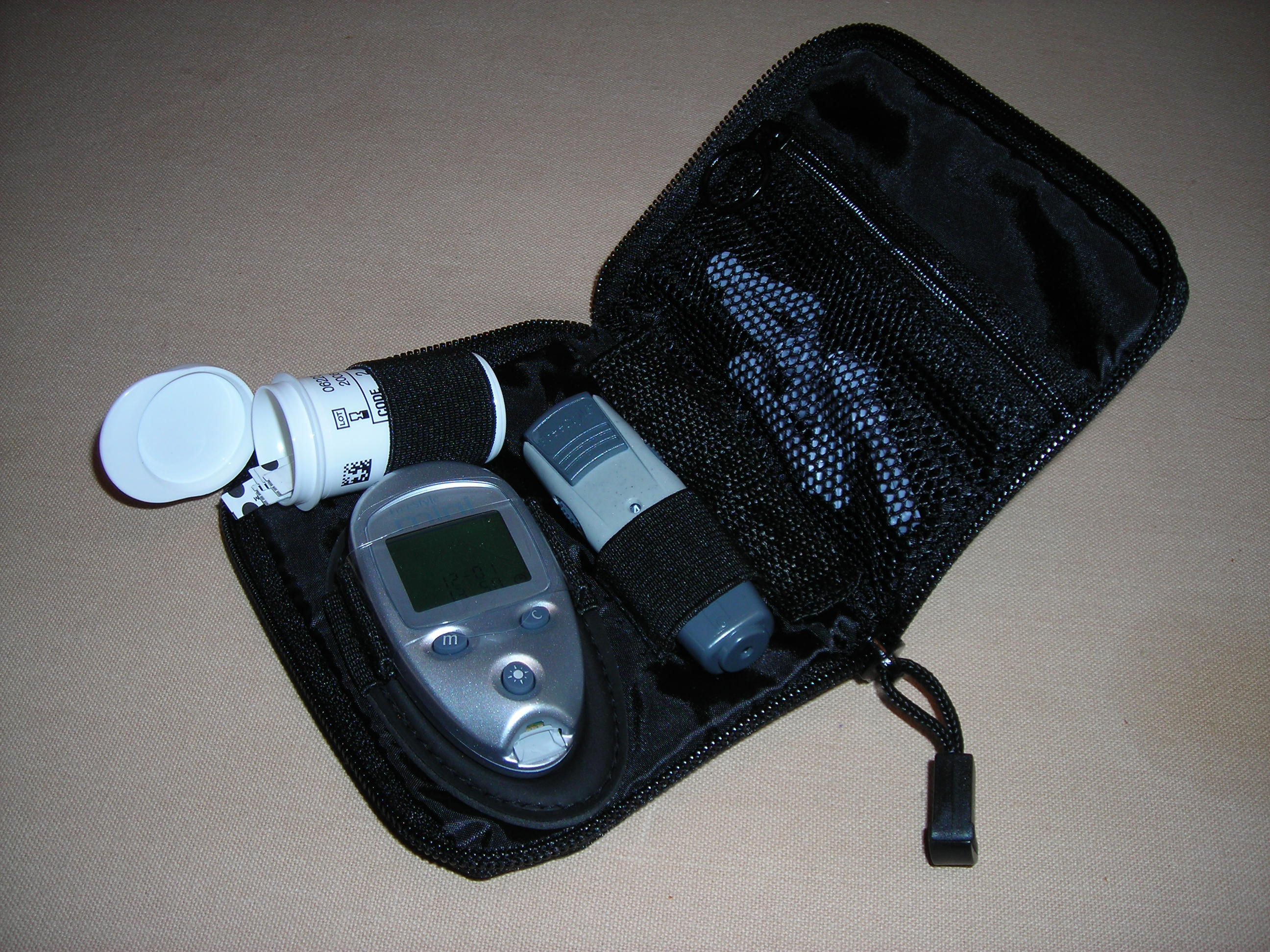
Een bloedsuikermeter met strips en prikpen

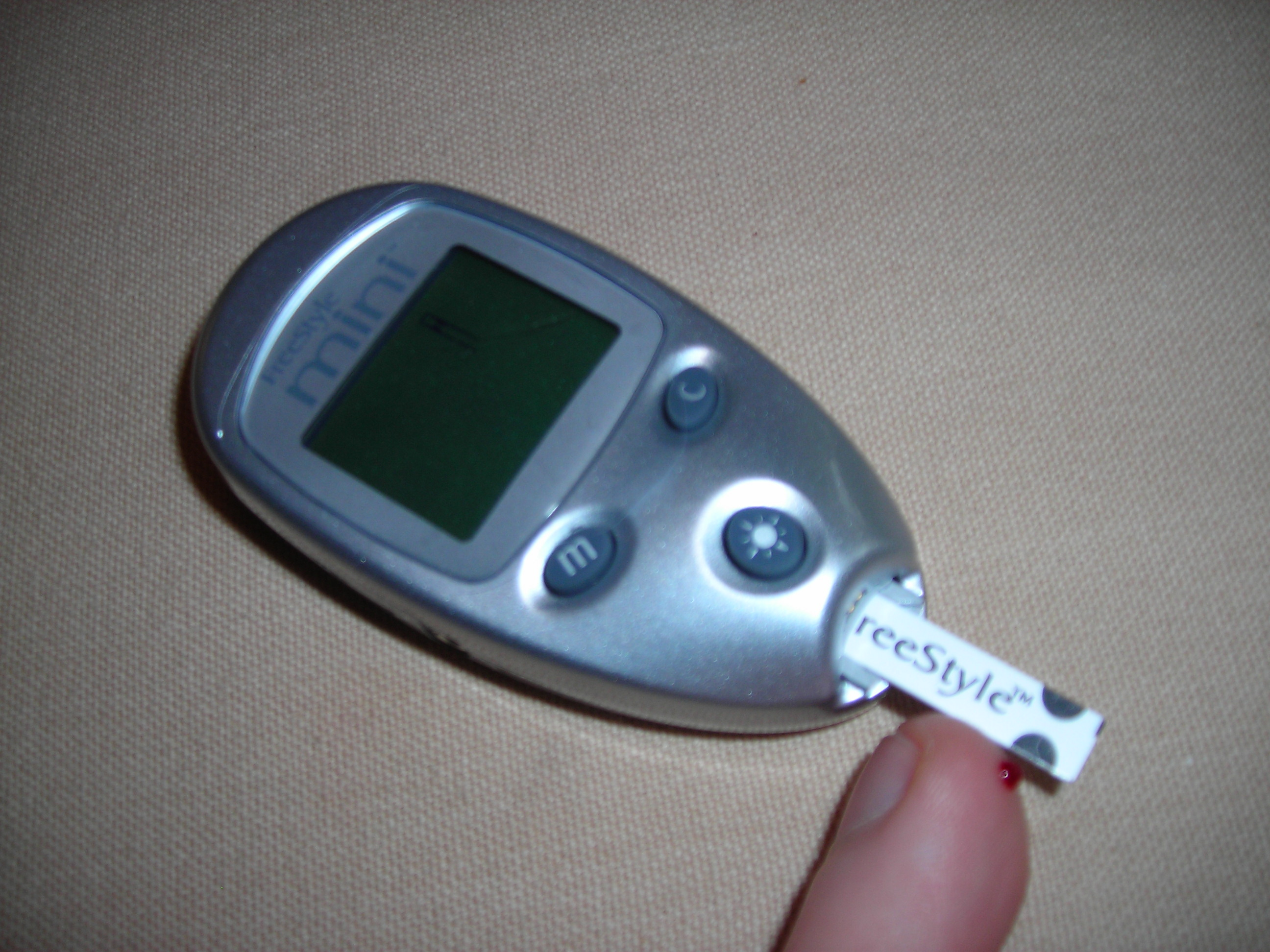
Zelf meten van de bloedsuikerspiegel via een druppel bloed op en stipje

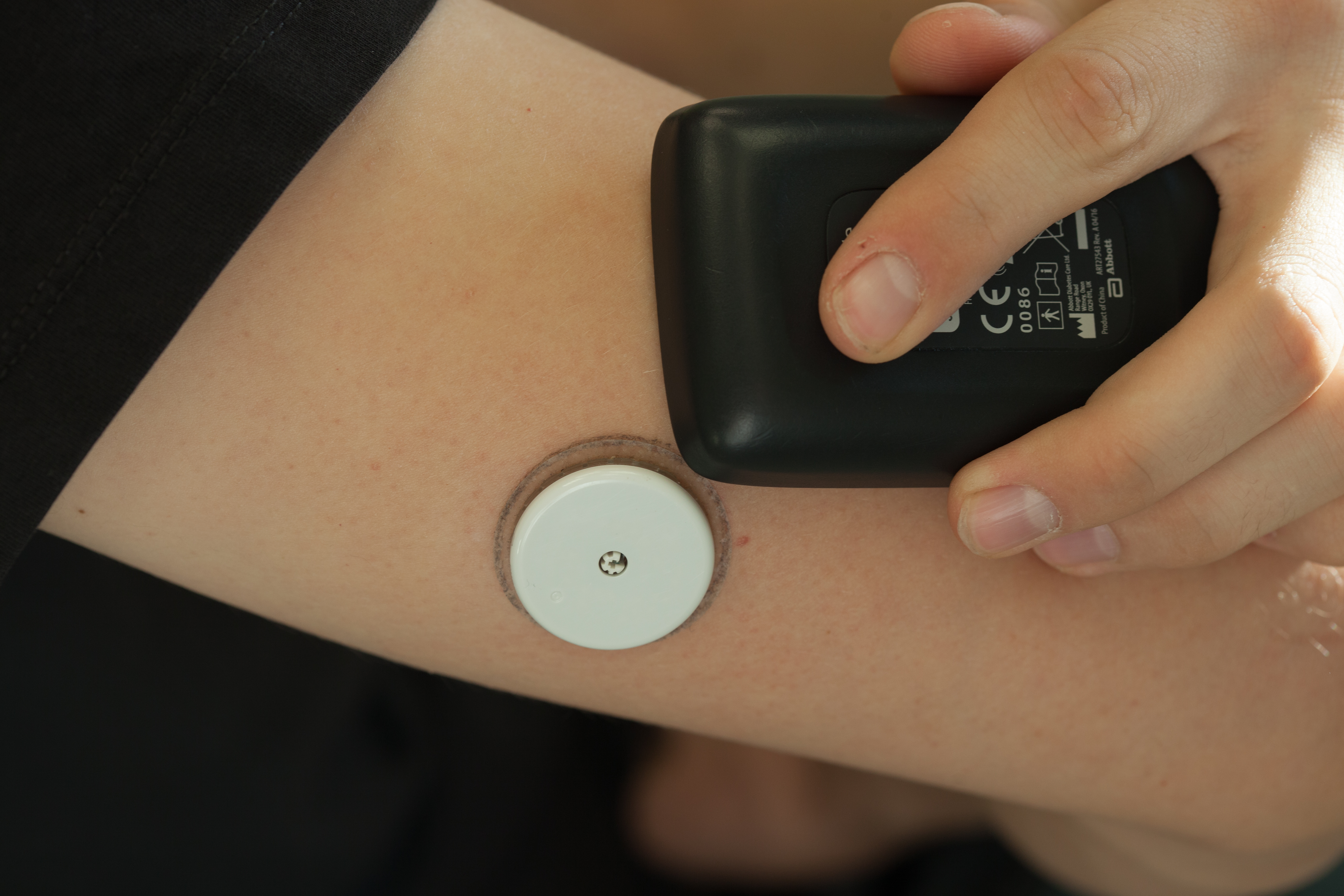
Zelf meten van de bloedsuikerspiegel via de FreeStyle libre

De bloedglucosespiegel (glycemie, (bloed)suikerspiegel) is de hoeveelheid in het bloedplasma opgeloste glucose of bloedsuiker. De bloedsuikerspiegel wordt uitgedrukt in millimol per liter (mmol/l). Een normale nuchtere waarde ligt tussen de 4,0 en de 7,0 mmol/l. Indien de 'nuchtere' waarden bij een onbehandeld persoon boven de 7/8/,0 mmol/l en 'niet-nuchter' boven de 12,0 mmol/l liggen, spreekt men van diabetes mellitus (suikerziekte). In het grijze gebied tussen deze grenswaarden spreken sommigen wel, anderen niet van diabetes. Landelijk en internationaal worden over deze waarden periodiek afspraken gemaakt of ze worden herzien door medici op grond van onderzoeksresultaten. In Nederland spreekt het Diabetesfonds van een voorfase van diabetes bij een nuchtere bloedwaarde tussen 6,1 en de 6,9 mmol/l nuchter gemeten.
De bloedglucosespiegel varieert over de dag. Vlak voor het eten zal deze wat lager zijn dan zo'n anderhalf uur na de maaltijd. Dit komt doordat er glucose uit het verteerde voedsel in het bloed komt. Alle cellen in het menselijk lichaam halen hun energie uit de oxidatie van door het bloed aangevoerde glucose, het stofwisselingsproces van de celademhaling.
Het hormoon insuline, geproduceerd door de eilandjes van Langerhans in de alvleesklier, stimuleert de opname van glucose in de cellen zodat de bloedglucosespiegel niet te hoog wordt. Verder zorgt insuline ervoor dat het teveel aan glucose in het bloed, in lever- en spiercellen omgezet wordt in glycogeen, zodat de bloedglucosespiegel zo weinig mogelijk schommelt.
Het glycogeen wordt opgeslagen in die cellen, zodat het weer omgezet kan worden in glucose wanneer er een tekort is aan glucose in het bloed (glycogenolyse). Dat gebeurt onder andere onder invloed van de hormonen glucagon (ook geproduceerd door de eilandjes van Langerhans) en adrenaline. Ook kan het lichaam indien er te weinig glucose is, glucose maken via de gluconeogenese.
Zowel het hormoon insuline als het hormoon FGF1 reguleren de bloedglucose door de lipolyse te remmen en verlagen de glucose. Insuline onderdrukt de lipolyse door het enzym PDE3B. FGF1 onderdrukt de lipolyse door PDE4.
Bij mensen met diabetes mellitus ("suikerziekte") is dit regelend mechanisme niet helemaal in orde: er wordt te weinig insuline aangemaakt in de alvleesklier, of de insulinereceptor is ongevoelig voor het insuline. Mensen met diabetes kunnen last krijgen van hypoglycemie (te lage bloedglucosespiegel), hetgeen verholpen kan worden door koolhydraten te eten, of van een hyperglycemie (te hoge bloedglucosespiegel), in welk geval koolhydraten vermeden dienen te worden. De correcte balans vinden tussen deze uitersten, bijvoorbeeld bij zware inspanningen of sport, is soms moeilijk. Hypoglycemie is gevaarlijk omdat de hersenen genoeg glucose nodig hebben om te functioneren. Hyperglycemie veroorzaakt op lange termijn allerlei problemen, vooral in het vaatstelsel. Deze treden dan ook meestal op bij diabetes mellituspatiënten.
Bij diabetes mellituspatiënten wordt regelmatig HbA1c (versuikerd hemoglobine) in het bloed gemeten om de glucosespiegel in het bloed over langere tijd te volgen.
Behalve in mmol/l wordt de bloedglucosespiegel ook wel in gram/liter (o.a. Frankrijk) of in milligram/deciliter (o.a. België, Duitsland, Verenigde Staten) uitgedrukt.
1 mmol/l = 18,0182 mg/dl = 0,180182 g/l